# The Only One I Know
The Only One I Know è un brano del gruppo musicale rock The Charlatans, pubblicato il 14 maggio 1990 come secondo singolo dall'album Some Friendly.
Fu il primo singolo della band ad entrare nella top 10 della classifica britannica dei singoli, dove si piazzò nono, posizione più alta raggiunta tra tutte quelle delle canzoni estratte come singoli da quel disco. Nel settembre 1990 raggiunse il quinto posto della Alternative Songs.
La canzone contiene versi del brano Everybody's Been Burned, pubblicato dai Byrds nel 1967, mentre la melodia contiene una partitura di organo ripresa dalla versione che i Deep Purple fecero del brano Hush.

## Utilizzi
Il pezzo fu inserito nella compilation Happy Daze. Una cover in chiave funky del brano fu realizzata da Robbie Williams e compare nel disco Version di Mark Ronson del 2007. Nel 2010 il brano fu utilizzato come colonna sonora di uno spot che pubblicizzava il cioccolato prodotto dall'azienda Cadbury. Fa parte della colonna sonora del film California Solo del 2012.

## Tracce
Testi e musiche di Brookes, Day, Collins, Blunt e Tim Burgess.
Vinile 7"
1. "The Only One I Know" – 4:00
2. "Everything Changed" – 3:23

Vinile 12"
1. "The Only One I Know" – 4:00
2. "Imperial 109 (Edit)" – 3:44
3. "Everything Changed" – 3:23

CD
1. "The Only One I Know" – 4:00
2. "Imperial 109 (Edit)" – 3:44
3. "Everything Changed" – 3:23
4. "You Can Talk to Me" – 4:48

## Classifiche
| Classifica (1990)             | Posizione massima |
| ----------------------------- | ----------------- |
| Irlanda                       | 11                |
| Paesi Bassi                   | 56                |
| Regno Unito                   | 9                 |
| Stati Uniti (mainstream rock) | 37                |
| Stati Uniti (alternative)     | 5                 |